# Tangstedt (Stormarn)
Tangstedt (niederdeutsch Tangsteed) ist eine Gemeinde im Kreis Stormarn in Schleswig-Holstein.

## Geographie

### Geographische Lage
Das Gemeindegebiet von Tangstedt erstreckt sich im Bereich der naturräumliche Haupteinheit Hamburger Ring (Nr. 695) am Oberlauf der Alster am nördlichen Stadtrand von Hamburg bei dessen Stadtteilen Duvenstedt und Wohldorf-Ohlstedt und östlich der schleswig-holsteinischen Stadt Norderstedt.

### Gemeindegliederung
Heute besteht die Gemeinde Tangstedt aus den Ortsteilen Tangstedt (mit Heidkrügerfeld und Puckaff), Wilstedt (mit Fahrenhorst und Kringel), Wilstedt-Siedlung, Ehlersberg, Rade (mit Rethfurt), Wiemerskamp (mit Bültenkrug und Pfingsthorst) und Wulksfelde.

### Nachbargemeinden
Direkt angrenzende Gemeindegebiete sind:
| Henstedt-Ulzburg | Wakendorf II, Kayhude                       | Bargfeld-Stegen                       |
|                  | Kompassrose, die auf Nachbargemeinden zeigt | Jersbek                               |
| Norderstedt      | Hamburg (Stadtteil Duvenstedt)              | Hamburg (Stadtteil Wohldorf-Ohlstedt) |

## Geschichte
Grabhügel im Gemeindegebiet weisen auf eine vorgeschichtliche Besiedlung hin. Der Ort Tangstedt wurde erstmals 1309 urkundlich erwähnt, der Ortsteil Wilstedt wurde bereits 1292 erwähnt.
Im Jahre 1970 wurde das Amt Tangstedt mit den amtsangehörigen Gemeinden Tangstedt, Wilstedt und Wulksfelde zu einer neuen Großgemeinde zusammengelegt. Zum 1. Januar 2008 gab Tangstedt seine Amtsfreiheit auf und trat dem Amt Itzstedt (Kreis Segeberg) bei.
Von 1989 bis 1993 war Tangstedt der Verwaltungssitz der Seereederei Frigga.

### Gut Tangstedt
Im Jahre 1475 wurde Tangstedt an Herzog Johann von Sachsen-Lauenburg verkauft und gehörte damit zum Amt Tremsbüttel. Mit dem Gut Tremsbüttel gelangte es 1571 in den Besitz der Herzöge von Holstein-Gottorf, die das Gut später erwarben und einige Jahre als Lehen an Friedrich von Ahlefeld übergaben. Das Gut wurde von einem Vogt verwaltet, die Bauern mussten Steuern zahlen sowie Hand- und Spanndienste verrichten. Bei der Errichtung des Gutshauses wurden die Bauern von ihrem Land vertrieben. Im Jahre 1692 erwarben die Pächter das Gut und erhielten die Gerichtsbarkeit, wodurch das Gut selbständig wurde. Im Jahre 1699 kaufte der schleswig-holsteinische Politiker Magnus von Wedderkop Tangstedt. Im Jahre 1714 heiratete seine Tochter Anna Christine Cyril Wyche und erhielt das Gut als Mitgift. Deren Tochter Friederike Wich heiratete Magnus von Holmer und erbte das Gut 1756. Das Tangstedter Wappen ist an das Wappen der Familie von Holmer angelehnt. Nach zwei weiteren Generationen geriet das Gut unter Magnus Friedrich von Holmer 1818 in Konkurs. Es ging an August von Oldenburg über. Die Bauern erlangten erst 1860 ihre Freiheit wieder. Am 4. Februar 1947 brannte das Gut nieder.

### Gut Wulksfelde

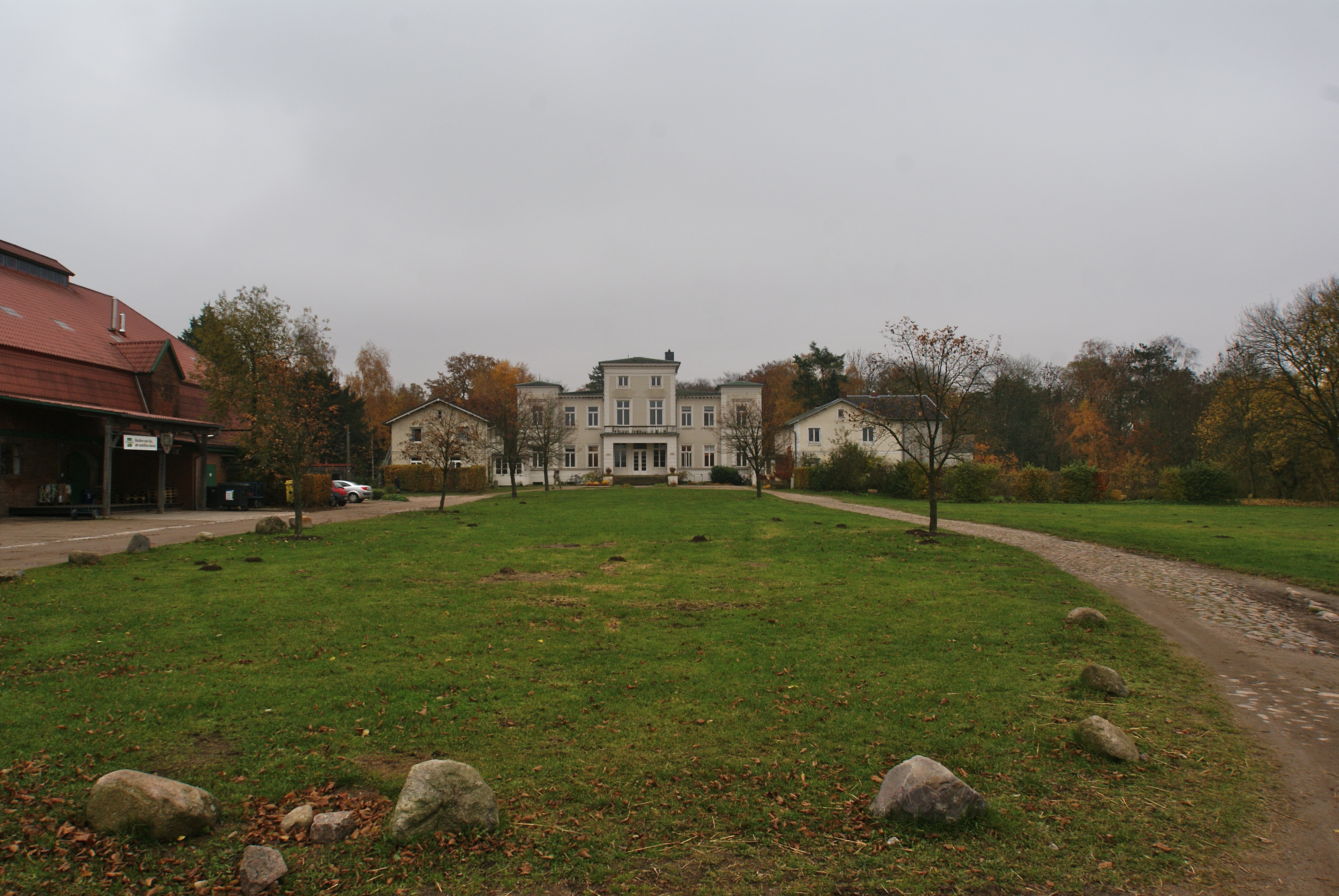
Gut Wulksfelde

Das erstmals 1342 erwähnte, seit 1345 dem hamburgischen Domkapitel gehörende Dorf Wulksfelde wurde zwischen 1526 und 1533 an Marquardt von Bockwolde auf Gut Borstel verkauft. Es gelangte durch Erbteilung 1588 an das damals selbständig gewordene Gut Jersbek.
Hans Adolph von Buchwaldt legte um 1662 die vier Hufen und drei Katen des Bauerndorfs Wulksfelde nieder, an deren Stelle er einen Meierhof errichten ließ. Der Holländer bezahlte 1771 für das Halten von 70 Kühen eine Jahrespacht von 466 Reichstalern und 32 Schillingen. Baron Bendix Wilhelm Georg von Oberg verkaufte den Meierhof Wulksfelde mit den Dörfern Ehlersberg, Rade und Wiemerskamp nach Versteigerung am 20. Februar 1771 in Kiel an den vormaligen Inspektor auf Gut Grabau Justus Hermann Schaeffer für 26.000 Reichstaler.
Aus dem Meierhof wurde 1806 das Adelige Gut Wulksfelde im Itzehoer Güterdistrikt. Das Gut wechselte sehr oft seinen Eigentümer. Zeitweilig wurden eine Ziegelei, eine Kattunfabrik, eine Schnapsbrennerei, eine Glashütte und eine Braunbierbrauerei betrieben. In Rade arbeiteten eine Kornwassermühle an der Sielbek (am 2. Mai 1883 abgebrannt) und eine Papierwassermühle an der Gurbek (um 1855 abgebrannt).
Das Gut Wulksfelde wurde im April 1966 an die Freie und Hansestadt Hamburg verkauft. Auf dem verpachteten Hof wird seit 1989 ökologischer Landbau betrieben. Er gehört dem Netzwerk Demonstrationsbetriebe Ökologischer Landbau an.

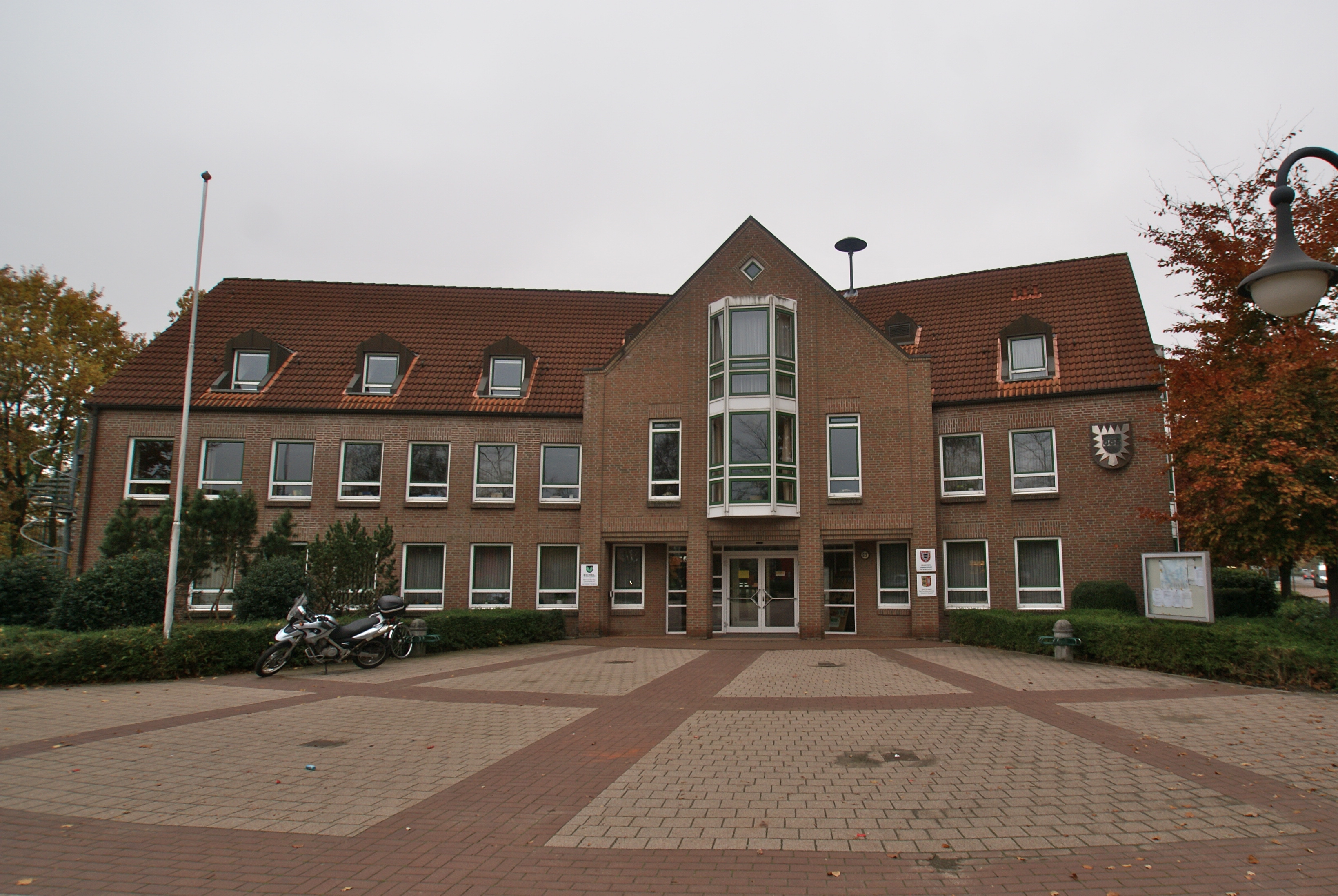
Rathaus und Bürgerbüro

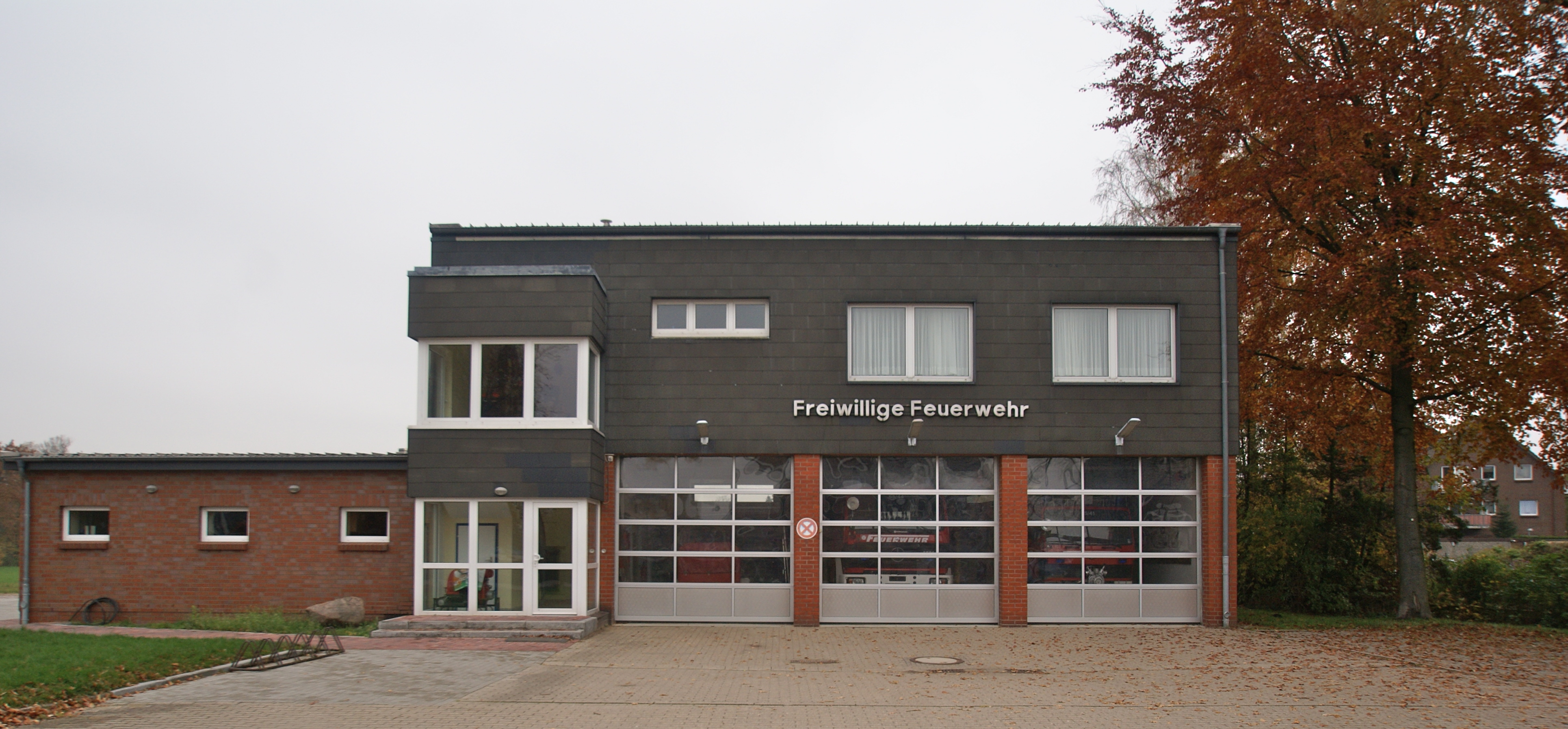
Feuerwehrhaus der Freiwilligen Feuerwehr Tangstedt

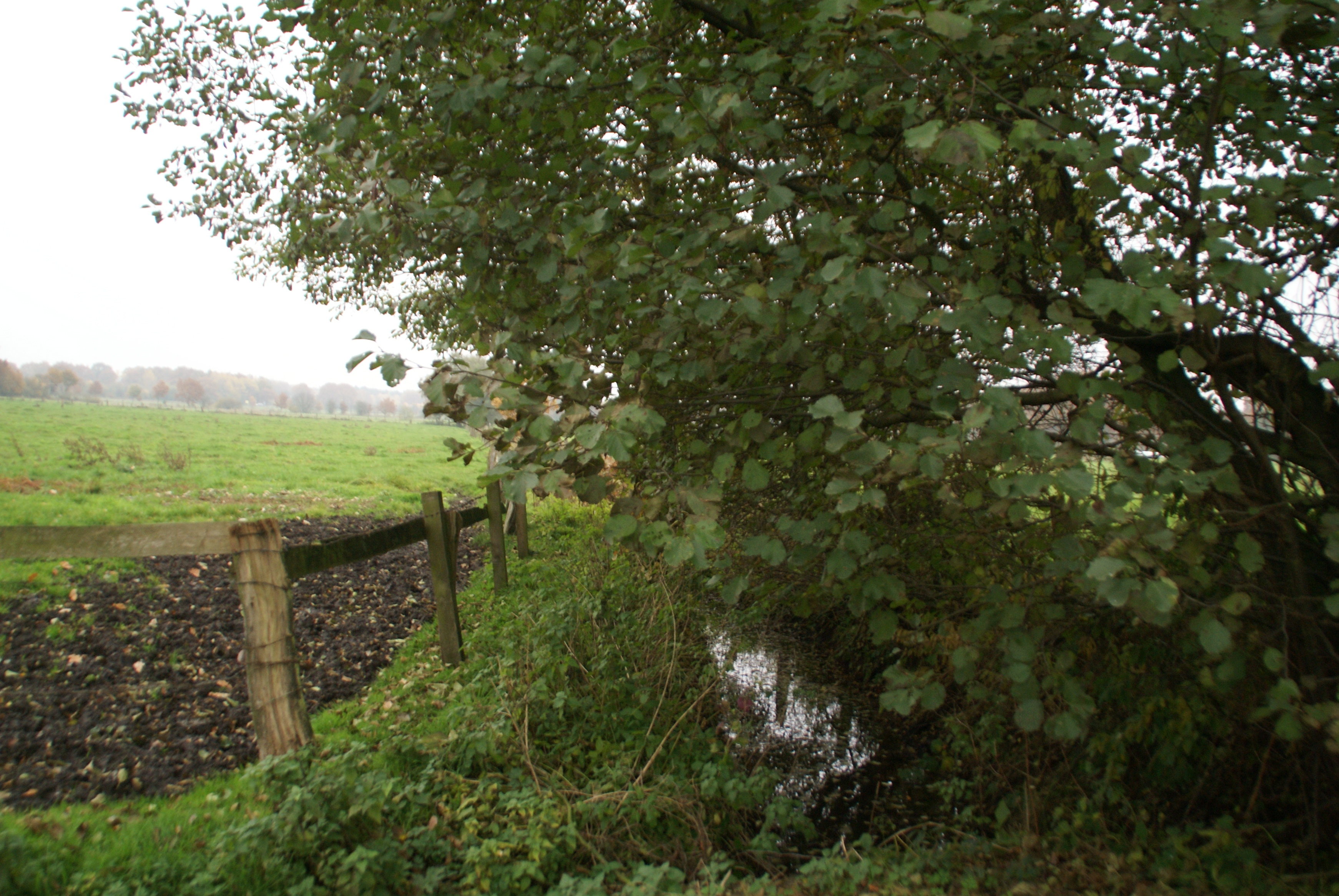
Tangstedter Graben, der als Diekbek in Duvenstedt in die Alster fließt

## Politik

### Gemeindevertretung
- CDU: 9
- Grüne: 5
- SPD: 4
- FDP: 4

Die Gemeindevertretung ist die kommunale Volksvertretung der Gemeinde Tangstedt. Über die Zusammensetzung entscheiden die Bürger alle fünf Jahre. Die letzte Kommunalwahl fand am 14. Mai 2023 statt. Diese führte bei einer Wahlbeteiligung von 59,4 % zu nebenstehender Zusammensetzung der Gemeindevertretung. Vorsitzender ist Bürgermeister Jens Kleinschmidt (FDP).

### Wappen
| Wappen von Tangstedt | Blasonierung: „In Rot das silberne holsteinische Nesselblatt; diesem aufgelegt ein schwarzer Schild mit einem silbernen Balken, der mit drei roten Rosen mit goldenen Butzen und goldenen Kelchblättern belegt ist.“ |
| Wappen von Tangstedt | Wappenbegründung: Das heutige Tangstedt wurde 1970 aus den drei bis dahin selbständigen Gemeinden Tangstedt, Wilstedt und Wulksfelde gebildet. Das Gemeindewappen des älteren Tangstedt wurde von der jüngeren Gemeinde gleichen Namens am 7. Juni 1974 übernommen. Die drei Rosen im Wappen entsprechen daher nur zufällig der Anzahl der heutigen Ortsteile. Das Wappen Tangstedts vereinigt zwei ältere heraldische Wahrzeichen, das holsteinische Nesselblatt und den Herzschild aus dem Familienwappen der Reichsgrafen von Holmer, die im 18. und 19. Jahrhundert Besitzer des Kanzleigutes Tangstedt waren. 1806 starb hier als herausragender Vertreter dieser Familie und zugleich prominentester Besitzer des Gutes der oldenburgische Minister Graf Friedrich Levin von Holmer. Tangstedt ist auch gegenwärtig geographischer, kirchlicher und Verwaltungsmittelpunkt des Gemeinwesens. Gestaltet wurde das Wappen vom Flensburger Erwin Nöbbe und am 4. August 1936 der Gemeinde Tangstedt verliehen. Im Rahmen der Übernahme als Wappen des Amtes Tangstedt wurde es vom Brunsbütteler Heraldiker Willy „Horsa“ Lippert redesignt. |

## Wirtschaft und Infrastruktur

### Verkehr
In Tangstedt verkehren mehrere Buslinien der Verkehrsbetrieben Hamburg-Holstein (VHH), die innerhalb des Hamburger Verkehrsverbundes (HVV) angeboten werden.
| Linie | Laufweg | Takt (mo – fr) | Takt (sa)       | Takt (so)       |
| ----- | --- | --- | --------------- | --------------- |
| 378   | U A Norderstedt Mitte – Harksheide – Wilstedt – Tangstedt – Norderstedt-Glashütte, ZOB                         | alle 30–60 Min | alle 60–120 Min | alle 60–120 Min |
| 478   | Tangstedt, Schule – Rade – Ehlersberg – Bargfeld-Stegen, Krankenhaus / (– Kayhude, Heidkrug)                   | ≈ alle 60 Min (6–8 sowie 14–19 Uhr), an Schultagen zusätzliche Fahrten zum Schulzentrum Süd bzw. den Falkenbergschulen in Norderstedt | -               | -               |
| 578   | Tangstedt, Ziegenkoppel / Schule – Wilstedt – Norderstedt-Harksheide – Norderstedt-Glashütte, Schulzentrum Süd | 7–8 nicht vertaktete Fahrten nur an Schultagen                                                                                        | -               | -               |

### Energie
Am Ortsrand von Tangstedt, an der Straße zum Ökohof Gut Wulksfelde, befindet sich das 1995 eröffnete Kompostwerk Bützberg. Bis zum Jahr 2009 wurde es von E.ON Energy from Waste betrieben. Zum 1. Januar 2009 hat die Stadtreinigung Hamburg für 10 Millionen Euro diese Kompostieranlage gekauft. Seit dem 1. Dezember 2011 wird in dieser Kompostieranlage Biogas gewonnen und in das öffentliche Gasnetz eingespeist. Nach dem Weihnachtsfest sammelt die Stadtreinigung Hamburg die alten Weihnachtsbäume ein und verkompostiert einen Teil davon ebenfalls in dieser Kompostieranlage.

### Bildung
In Tangstedt selbst gibt es drei Kindergärten und einen Waldkindergarten. Tangstedt hat eine Grundschule, eine Einrichtung für die Nachmittagsbetreuung sowie eine Volkshochschule. Weiterführende Schulen gibt es im benachbarten Norderstedt und Nahe.

## Kultur und Sehenswürdigkeiten
In der Liste der Kulturdenkmale in Tangstedt (Stormarn) stehen die in der Denkmalliste des Landes Schleswig-Holstein eingetragenen Kulturdenkmale. Die Kirche Zum Guten Hirten (Tangstedt) ist eine ursprünglich neugotische Saalkirche mit halbrunder Apsis und wurde 1896 nach Plänen des Hamburger Architekten Hugo Groothoff gebaut.

### Vereine
Der Wilstedter Sportverein (WSV) Tangstedt bietet Fußball, Handball, Leichtathletik, Badminton, Volleyball, Kinderturnen, Gymnastik, Judo und Tischtennis an.
Seit 1974 gibt es den Reiterverein Tangstedt, der sich aus einem landwirtschaftlichen Betrieb entwickelt hat.

### Naherholungsgebiet
Die Gemeinde Tangstedt gehört zum Naherholungsgebiet Oberalster.

## Persönlichkeiten
- Detlev von Liliencron (1844–1909), hat einige Jahre in Tangstedt gelebt.
- Christine Ax (* 1953), hat mit ihrer Familie auf dem Gut Wulksfelde gelebt.

## Trivia
Tangstedt ist in Hamburg bekannt durch die dorthin führende Tangstedter Landstraße, die allein in Hamburg bis zu Hausnummer 491 reicht (3,7 km lang). Die Hausnummern über 500 liegen hingegen mit gleichem Straßennamen in Norderstedt, 700 m lang.
Vereinzelt wird Tangstedt verwechselt mit dem gleichnamigen Ort im Kreis Pinneberg, der 16 km entfernt, westlich von Norderstedt liegt.